# ليستير كروفورد
ليستير كروفورد (بالإنجليزية: Lester Crawford)‏ هو مسؤول أمريكي، ولد في 13 مارس 1938.

## وصلات خارجية
- ليستير كروفورد على موقع إن إن دي بي (الإنجليزية)